# Plop en de pinguïn
Plop en de pinguïn is de zevende film van Kabouter Plop uit 2007. De regie van de film is in de handen van Dennis Bots.

## Verhaal
Kabouter Plop en zijn vrienden maken zich klaar voor de wintertijd, maar opeens krijgen ze een pinguïn op bezoek. De pinguïns zijn ontvoerd door grote mensen, omdat Louise Appelboom er pinguïnsoep van wil maken. Daarom gaan Plop en zijn vrienden samen met kabouter Snorre de pinguïns redden.

## Rolverdeling
| Acteur             | Personage         |
| ------------------ | ----------------- |
| Walter De Donder   | Kabouter Plop     |
| Aimé Anthoni       | Kabouter Klus     |
| Chris Cauwenberghs | Kabouter Lui      |
| Agnes De Nul       | Kabouter Kwebbel  |
| Jacques Vermeire   | Kabouter Snorre   |
| Leontine Ruiters   | Louise Appelboom  |
| Arijan van Bavel   | Eugène            |
| Edo Brunner        | Alfons            |
| Dirk Verbeeck      | Pinki de pinguïn  |
| Pierre Wind        | Gaston Fourchette |
| Piet Paulusma      | Weerman           |